# De drakenprins
De drakenprins (originele titel: The Dragon Prince) is een door Aaron Ehasz en Justin Richmond voor Netflix gemaakte Canadees-Amerikaans digitale animatieserie in de genre bovennatuurlijk en avontuurlijk. De serie is door Wonderstorm geproduceerd.
Het eerste seizoen ging op 14 september 2018 in première. Het tweede seizoen kwam op 15 februari 2019 uit. Er wordt een op de serie gebaseerd computerspel ontwikkeld.

## Opstelling en samenvatting
De serie speelt zich af in een bovennatuurlijke wereld waar mensen en elven met elkaar de strijd aangaan. Lang geleden ontdekten de mensen zwarte magie. Dat was voor de draken en de elven genoeg reden om de mensen naar één kant van het werelddeel te verdrijven. In het heden hebben de mensen de drakenkoning en zijn ei afgemaakt waardoor er oorlog op komst is. Terwijl krachten samenkomen probeert een groep maanschaduwelven de mensenkoning Haron en zijn erfgenaam, de jonge prins Ezran, om te brengen. Een elf, de jonge Rayla, Ezran en zijn oudere halfbroer Callum komen erachter dat het ei van de drakenkoning niet vernietigd, maar gestolen is. Samen stellen ze zichzelf verantwoordelijk om het ei terug naar de draken te brengen om oorlog te voorkomen. De magiër Virel, de raadgever van koning Haron, is van plan om oorlog te voeren. Hij grijpt  na de dood van de koning de macht en stuurt zijn kinderen Claudia en Soren op pad naar de voortvluchtigen.

## Rolverdeling (Nederlandse versie)
De Nederlandse versie van De drakenprins is geregisseerd door Edwine Soffner in de studio Creative Sounds BV. De vertalingen zijn verzorgd door Veronique Overeijnder.
| Personage      | Stemacteur            |
| -------------- | --------------------- |
| Callum         | Dorian Bindels        |
| Rayla          | Daisy Duin            |
| Ezran          | Thibault van der Does |
| Haron          | Daan van Rijssel      |
| Virel          | Bas Heerkens          |
| Soren          | Roel Dirven           |
| Claudia        | Yael van Rosmalen     |
| Runaan         | Jelle Amersfoort      |
| Gren           | Sander van der Poel   |
| Ellis          | Noa Zwan              |
| Lujanne        | Jannemien Cnossen     |
| Kraaienmeester | Trevor Reekers        |
| Fen            | Job Bovelander        |
| Berto          | Florus van Rooijen    |
| Villads        | Reinder van der Naalt |
| Sarai          | Fleur van de Water    |
| Koningin Aanya | Mandy de Lee          |
| Corvus         | Juliann Ubbergen      |
| Aaravos        | Simon Zwiers          |

## Productie

### Ontwikkeling
De serie werd voor het eerst op 10 juli 2018 aangekondigd en door Aaron Ehasz en Justin Richmond gemaakt. Ehasz was de hoofdschrijver en assistent uitvoerend producent van de animatieserie Avatar: De Legende van Aang. Verder was hij een vaste schrijver en verhaalredacteur voor Futurama. Richmond was daarentegen een assistent regisseur voor het computerspel Uncharted 3: Drake's Deception. Giancarlo Volpe, een voormalig hoofdregisseur voor Avatar, is een uitvoerend producent.
De drakenprins is door Wonderstorm geproduceerd. Dit is een multimediaproductiestudio dat in 2017 door Ehasz, Richmond, en Justin Santistevan is opgericht om aan De drakenprins te werken en een verwant videospel, met op Vancouver gebaseerde animaties in de studio Bardel Entertainment.

### Vormgeving
De drakenprins is met driedimensionale digitale animatie gemaakt. In het eerste seizoen is een lagere beeldsnelheid gebruikt om "zweverigheid" te verminderen. In het tweede seizoen is de beeldsnelheid aangepast omdat dit door de kijkers werd gevraagd. De achtergronden zijn gemaakt met een samenstelling tussen 3D-modellen en handschilderingen.

### Uitgave
De drakenprins staat, voor alle gebieden waar de serie beschikbaar is, op de kijkdienst Netflix. Het eerste seizoen kwam op 14 september 2018 uit. De afleveringen werden gelijktijdig uitgebracht om marathons aan te moedigen. Deze manier bleek voor andere Netflix original-series goed uit te pakken.
In juli 2018 werd op het San Diego Comic-Con een aankondigingsfilmpje uitgebracht. Vervolgens ging het eerste seizoen in september 2018 in première. Het tweede seizoen dat in oktober 2018 werd aangekondigd, kwam op 15 februari 2019 uit.

## Computerspel
Wonderstorm maakt een op de serie gebaseerd computerspel waarin het verhaal doorgaat. Het spel wordt een op gevechten gebaseerd spel voor meerdere spelers. MMO is uitgesloten. De spelers kunnen de personages van de serie gebruiken om mee te spelen. Een uitgavedatum is nog niet bekendgemaakt.